# Bès (dopływ Truyère)
Bès (wym. [be]) – rzeka we Francji przepływająca przez teren departamentów Lozère i Cantal. Ma długość 66,7 km. Stanowi lewy dopływ rzeki Truyère.

## Geografia
Rzeka ma swoje źródła na płaskowyżu Aubrac w pobliżu wzniesienia Signal de Mailhebiau (1469 m n.p.m.), na terenie gminy Trélans. Bès generalnie płynie w kierunku północnym. Na odcinku kilkunastu kilometrów tworzy naturalną granicę departamentów Lozère i Cantal. Uchodzi do Truyère – do sztucznego zbiornika wodnego Grandval, na granicy gmin Fridefont i Faverolles. 
Bès płynie na terenie dwóch departamentów, w tym 20 gmin:
LozèreTrélans (źródło), Saint-Laurent-de-Muret, Chauchailles, Les Salces, Marchastel, Arzenc-d’Apcher, Fournels, Recoules-d’Aubrac, Prinsuéjols, Albaret-le-Comtal, Brion, Nasbinals, Grandvals i Saint-Juéry
CantalSaint-Urcize, Chaudes-Aigues, Anterrieux, Maurines i uchodzi między Fridefont a Faverolles

## Dopływy
Bès ma opisanych 31 dopływów. Są to:
| - Ruisseau des Rajas - Ruisseau de la Tioule - Ruisseau de Born - Roupiou - Ruisseau de Puech Ventoux - Ruisseau de la Baysse - Ruisseau de Puech Palat - Ruisseau de la Bessière - Ruisseau le Gambaïse - Ruisseau de la Jaline - Peyrade | - Ruisseau des Roustières - Ruisseau Lou Ribet - Ruisseau de Nasbinals - Ruisseau de la Cabre - Hère - Rioumau - Ruisseau Las Chantagues - Ruisseau des Gafettes - Ruisseau d'Ussels - Ruisseau Valat des Sognes | - Rouanel - Bédaule - Ruisseau d'Arzenc - Ruisseau du Puech - Ruisseau de Morouze - Ruisseau des Everses - Ruisseau du Rossignol - Ruisseau d'Albaret - Ruisseau de Rieubain - Ruisseau de Boussarine |